# Castela peninsularis
Castela peninsularis là một loài thực vật có hoa trong họ Thanh thất. Loài này được Rose mô tả khoa học đầu tiên năm 1909.